# Michael Lembeck
Michael Lembeck (født 25. juni 1948) er en amerikansk skuespiller, tv -og filminstruktør.
Lembeck blev født i Brooklyn, New York, søn af Caroline Dubs og Harvey Lembeck, som er en skuespiller og komiker. Han begyndte som skuespiller i slutningen af 1960erne, og som instruktør i 1970'erne. Hans mest bemærkelsesværdige rolle var som Julie Cooper's mand, Max Horvath i sitcom'en, One Day at a Time.